# علی‌اکبر شعبانی‌فرد جهرمی
علی‌اکبر شعبانی‌فرد جهرمی (زاده ۱۳۳۷ - جهرم) سیاستمدار و مدیر اجرایی اهل ایران است.
وی از سال ۱۳۷۲ تا ۱۳۷۶ استاندار استان ایلام و از سال ۱۳۸۷ تا ۱۳۹۲ استاندار استان مرکزی بوده، وی همچنین از سال ۱۳۸۵ تا ۱۳۸۸ رئیس فدراسیون بولینگ و بیلیارد ایران بوده است. شعبانی‌فرد سابقه ۱۰ سال حضور در سپاه پاسداران انقلاب اسلامی را دارد.